# Romuald M. Díaz i Carbonell
Romuald M. Díaz i Carbonell (Igualada, Anoia, 1914 - Monestir de Montserrat, Bages, 2008) fou un monjo, biblista, traductor, historiador i professor català.
Biblista i historiador, monjo de Montserrat des del 1933, després de formar-se al seminari de Vic, estudià teologia a Friburg, Suïssa, i a Salamanca, i s'especialitzà en Sagrada Escriptura a l'École Biblique de Jerusalem.
Entre 1971 i 1981 formà part de la petita comunitat montserratina que, en resposta a una petició expressa del papa Pau VI, es traslladà a l'Institut Ecumènic de Tantur, prop de Betlem.
Fou un dels encarregats dels estudis bíblics de Montserrat, ocupant-se especialment de la traducció i els comentaris de les Epístoles Catòliques (1958) i dels llibres d'Esdres i Nehemies. En el Nou Testament de Montserrat, del 1961, tingué cura de la versió i les notes de les Epístoles Catòliques i de les notes dels Fets dels Apòstols i de les Epístoles de Sant Pau. Durant molts anys treballà en l'equip bíblic de Montserrat i en la traducció i els comentaris de la Bíblia de Montserrat. Fou promotor de la coordinació entre els biblistes catalans. Preparà les biografies de l'abat Marcet (1951), de Bonaventura Ubach i Medir (1962) i dels beats Pere Tarrés i Claret (1973) i Francesc Castelló i Aleu (1990). També és l'autor d'una monografia sobre El Sant Crist d'Igualada (1965) i d'una guia de viatge, Pelegrins de la Paraula a Terra Santa (1982), fruit de la seva estada durant deu anys, com a director de l'Institut Ecumènic de Dayr al-Ṭanṭūr de Jerusalem, com a membre de la comunitat benedictina.